# Машутиха
Машутиха — деревня в Харовском районе Вологодской области.
Входит в состав Шапшинского сельского поселения, с точки зрения административно-территориального деления — в Шапшинский сельсовет.
Расстояние по автодороге до районного центра Харовска — 43 км, до центра муниципального образования Шапши — 9 км. Ближайшие населённые пункты — Зуена, Сопятино, Ивашево.
По данным переписи в 2002 году постоянного населения не было.